# Abdoulaye Sané
Abdoulaye Sané (Diouloulou, 15 ottobre 1992) è un calciatore senegalese, attaccante svincolato.

## Carriera

### Nazionale
Ha partecipato al campionato africano di calcio Under-23 2011. Nel medesimo anno ha anche giocato le sue uniche 2 partite in carriera con la nazionale maggiore senegalese.

## Palmarès

### Club

#### Competizioni nazionali
- Championnat National: 1

Red Star: 2017-2018